# The Kaze
The Kaze est un groupe de hip hop américain originaire de Memphis (Tennessee). 
Le groupe a été formé dans les années 1990 par Project Pat, MC Mack et Scan Man.

## Histoire
Le groupe a commencé ses activités au début des années 1990 avec MC Mack, Lil Corb et Scan Man, qui seront plus tard remplacés par Project Pat (qui était en prison). Le groupe a sorti son premier et unique album, Kamakazie Timez Up. The Kaze a vendu environ 50 000 unités indépendamment depuis son lancement en 1998.
Collectivement connus sous le nom de The Kaze, les trois artistes ont sorti l'album avec la production de Three 6 Mafia. L'album serait le seul projet publié par le groupe ensemble. Après leur sortie, MC Mack et Scan Man ont sorti leur label KamiKaze Inc. et ont même conclu des accords avec Prophet Entertainment,,,.

## Discographie
- Kamakazie Timez Up (1998)
- Kami Kaze (2001)
- E.P. (2018)